# CCTV-7
CCTV-7(CCTV-7 国防军事, 중국어: 中国中央电视台国防军事频道)은 중국중앙텔레비전의 텔레비전 채널 중 하나이다.